# Tiếng Shompen
Tiếng Shompen (Shom Peng) là ngôn ngữ của người Shompen trên đảo Nicobar Lớn thuộc quần đảo Andaman và Nicobar của Ấn Độ.
Một phần do dân cư bản địa trên quần đảo Andaman và Nicobar được chính quyền bảo vệ khỏi sự tác động của người ngoài, rất ít thông tin về tiếng Shompen đã được ghi nhận, với đa phần tài liệu công bố rải rác trong giai đoạn thế kỷ 19-21. Tuy vậy, Roger Blench và Paul Sidwell cho rằng đây là một ngôn ngữ Nam Á.

## Dân cư
Người Shompen sống theo lối săn bắt-hái lượm ở vùng đồi nội địa của khu bảo tồn sinh quyển Nicobar Lớn. Dân số được ước tính là 400 người, dù chưa có thống kê nào được thực hiện.
Parmanand Lal (1977:104) ghi nhận sự tồn tại của những ngôi làng Shompen tại vùng trong của đảo Nicobar Lớn.
- Dakade (cách Pulo-babi 10 km về phía đông bắc, 15 người và 4 căn chòi)
- Puithey (cách Pulo-babi 16 km về phía đông nam)
- Tataiya

## Ngữ âm
Hiện không rõ rằng liệu hệ thống ngữ âm này có đúng với mọi biến thể tiếng Shompen hay không.
Tám nguyên âm được ghi nhận, /i e ɛ a ə ɔ o u/, mà cũng có thể mũi hóa hay ở dạng dài. Có nhiều nguyên âm đôi và ba.
Hệ thống phụ âm như sau:
|          |           | Đôi môi | Chân răng | Vòm | Ngạc mềm | Thanh hầu |
| -------- | --------- | ------- | --------- | --- | -------- | --------- |
| Mũi      | Mũi       | [m]     | [n]       | [ɲ] | [ŋ]      |           |
| Tắc      | vô thanh  | [p]     | [t]       | [c] | [k]      | [ʔ]       |
| Tắc      | hữu thanh | [b]     | [d]       | [ɟ] | [ɡ]      |           |
| Tắc      | bật hơi   | [pʰ]    | [tʰ]      |     | [kʰ]     |           |
| Xát      | vô thanh  |         |           |     | [x]      |           |
| Xát      | hữu thanh |         |           |     | [ɣ]      |           |
| Tiếp cận | Tiếp cận  | [w]     | [l]       | [j] |          |           |